# Kecamatan Teluk Betung Selatan
Kecamatan Teluk Betung Selatan är ett distrikt i Indonesien.   Det ligger i provinsen Lampung, i den västra delen av landet, 190 km väster om huvudstaden Jakarta.